# محمد شويف حسين
محمد شويف حسين (مواليد 1967) هو رجل أعمال بروني مهتم في العقارات، والترفيه والضيافة. مستثمر في صندوق شراء تراث الأصول الإستراتيجية (SIAHAF) (اختصارStrategic Iconic Assets Heritage Acquisition Fund) ومديرأكاديمية AAFM (إختصار American Academy of Financial Management) للاستثمارات في بروناي دار السلام. وهو أحد المسؤولين عن الاستحواذ الأخير على أجزاء كبيرة من منطقة كوينزواي في غرب لندن بهدف إعادة تطوير المنطقة. تلقى تعليمه في مدرسة العلوم في بروناي، ومدرسة ميلفيلد (Millfield School) في سومرست وليستر بوليتكنيك (Leicester Polytechnic).